# Pseudochoeromorpha ochracea
Pseudochoeromorpha ochracea là một loài bọ cánh cứng trong họ Cerambycidae.